# 准库尼亚诺
准库尼亚诺（義大利語：Giuncugnano），原为意大利托斯卡纳大区卢卡省的一个市镇。总面积18平方公里，人口493人，人口密度27.4人/平方公里（2009年）。ISTAT代码为046016。
2015年1月1日，准库尼亚诺和锡拉诺合并为新的锡拉诺-准库尼亚诺市镇。